# Трампизам
Трампизам (енгл. Trumpism) је политички покрет у Сједињеним Америчким Државама који обухвата политичке идеологије повезане са републиканцем Доналдом Трампом и његовом политичком базом. Укључује идеологије као што су десничарски популизам, национални конзервативизам, неонационализам, и садржи значајне нелибералне и ауторитарне елементе. Трампизам има значајне ауторитарне склоности и снажно је повезан са уверењем да је председник изнад владавине закона.
Термин трампизам је примењен на национално-конзервативне и национално-популистичке покрете у другим демократским државам. Многи политичари ван САД су означени као чврсти савезници Трампа или трампизма од стране разних новинских агенција; међу њима су Жаир Болсонаро из Бразила, Реџеп Тајип Ердоган из Турске, Виктор Орбан из Мађарске, Родриго Дутерте и Бонгбонг Маркос са Филипина, Шинзо Абе из Јапана, Јун Сукјол из Јужне Кореје и Прабово Субјанто из Индонезије.